# Костадин Захаринов
Костадин Захаринов е български политик.

## Биография
Роден е на 25 януари 1922 г. в Горна Джумая. През 1939 г. завършва курс за обущарство, а през 1945 г. получава майсторско свидетелство от Областната стопанска камара в София. Между 1942 и 1944 г. служи в армията. Завършва средно образование в гимназията „Св. Кирил и Методий“. Става член на БКП. Между 1951 и 1954 г. учи във висшата партийна школа „Станке Димитров“. След това работи в окръжния комитет на БКП. Кмет на града е от април 1959 до октомври 1961 г. По време на мандата му е открита млекоцентрала, Завод за високоговорители „Гроздан Николов“.